# Gukgaga bureunda
Gukkaga bureunda (국가가 부른다?), nota anche con i titoli internazionali Secret Agent Miss Oh e Call of the Country, è una serie televisiva sudcoreana del 2010.

## Trama
Oh Ha-na è una poliziotta disonesta, le cui vicende si intrecciano con quelle dell'agente dei servizi segreti Ko Jin-hyeok.